# Cornelia Filipaș
Cornelia Filipaș (n. 26 august 1926, Chiochiș, România) a fost o demnitară comunistă. Cornelia Filipaș s-a născut în comuna Chiochiș, jud. Bistria-Năsăud. Cornelia Filipaș a fost membră de partid din 1944, membră a Comitetului Central al Partidului Comunist Român (1976), vicepreședinte al Consiliului Național de Radio și Televiziune (1978). A fost viceprim ministru în guvernul Ilie Verdeț (2) (29.3.1980 - 21.5.1982). Cornelia Filipaș a fost deputat în Marea Adunare Națională (1952 - 1957) și (1980 - 1985). În 1985, Cornelia Filipaș a fost numită ambasador în Danemarca și Islanda.
Ca profesiune de bază, Cornelia Filipaș a fost croitoreasă. Cornelia Filipaș a urmat școala primarã din com. Lechința, jud. Bistrița-Năsăud (1933–1939); liceul
industrial; școala Centrală de Lectori „A.A. Jdanov“ (oct. 1948–mart. 1949); școala Superioară de Partid „Ștefan Gheorghiu“; Facultatea de Economie Generalã.

## După 1989
După căderea regimului comunist,  a fost închisă în cadrul lotului CPEx, împărțind celula cu Lina Ciobanu și Ana Mureșan .

## Distincții
- Medalia „A cincea aniversare a Republicii Populare Române” (24 decembrie 1952) „pentru lupta și munca duse în vederea făuririi, consolidării și prosperării Republicii Populare Române”[5]
- Ordinul Muncii clasa a III-a (30 decembrie 1957) „cu ocazia celei de a zecea aniversări a proclamării Republicii Populare Romîne și pentru merite deosebite în îndeplinirea sarcinilor date de Partidul Muncitoresc Romîn, pentru merite deosebite pe tărîmul construcției de stat, economice, sociale, culturale și obștești”[6]
- Medalia „40 de ani de la înființarea Partidului Comunist din Romînia” (6 mai 1961) „pentru merite în activitatea de partid și întărirea regimului democrat-popular”[7]